# Батнога
Батнога је насељено место у општини Цетинград, на Кордуну, Карловачка жупанија, Република Хрватска.

## Географија
Батнога се налази око 4 км западно од Цетинграда.

## Историја
Батнога се од распада Југославије до августа 1995. године налазила у Републици Српској Крајини. До територијалне реорганизације у Хрватској налазила се у саставу бивше велике општине Слуњ.

## Становништво
Према попису становништва из 2011. године, насеље Батнога је имало 95 становника.

### Број становника по пописима
| Националност   | 2001. | 1991. | 1981. | 1971. | 1961. | 1953. | 1948. | 1931. | 1921. | 1910. | 1900. | 1890. | 1880. | 1869. | 1857. |
| бр. становника | 128   | 481   | 442   | 336   | 357   | 412   | 463   | 560   | 528   | 518   | 582   | 541   | 1.566 | 1.610 | 1.550 |

- напомене:

У 1857. и 1869. исказано под именом Радовица. Садржи податке за насеље Рушевица у 1869. и 1880., а у 1880. податке за насеља Горња Жрвница и Доња Жрвница која су исказивана под именом Жрвница. За 1869. и 1880. део података садржан је у насељу Цетински Варош. Садржи податке и за бивше насеље Радовица од 1880. до 1948. У 2001. смањено издвајањем насеља Бегово Брдо, Делић Пољана, Кук и Полојски Варош. Од 1857. до 1880. те у 1981. и 1991. садржи податке за насеље Бегово Брдо. У 1869., 1880., 1981. и 1991. садржи податке за насеља Делић Пољана и Полојски Варош. Од 1857. до 1880., од 1910. до 1931., те 1981. и 1991. садржи податке за насеље Кук.

## Попис 1991.
На попису становништва 1991. године, насељено место Батнога је имало 481 становника, следећег националног састава:
| Попис 1991.‍  | Попис 1991.‍  | Попис 1991.‍ | Попис 1991.‍ | Попис 1991.‍ |
| ------------ | ------------ | ----------- | ----------- | ----------- |
|              |              |             |             |             |
| Хрвати       | Хрвати       |             | 308         | 64,03%      |
| Срби         | Срби         |             | 157         | 32,64%      |
| остали       | остали       |             | 1           | 0,20%       |
| неопредељени | неопредељени |             | 3           | 0,62%       |
| непознато    | непознато    |             | 12          | 2,49%       |
| укупно: 481  |              |             |             |             |